# Zyzomys woodwardi
Zyzomys woodwardi is een knaagdier uit het geslacht Zyzomys dat voorkomt in Australië. Zijn verspreidingsgebied beslaat de Kimberley en nabijgelegen eilanden in het noorden van West-Australië. Daar leeft hij op rotsen begroeid met allerlei vegetatie.
De rug is kaneelkleurig, de onderkant wit, met een scherpe scheiding. De staart is spaarzaam behaard, van boven olijfbruin en van onder wit, en is verdikt bij de wortel. De kop-romplengte bedraagt 105 tot 170 mm, de staartlengte 95 tot 135 mm, de achtervoetlengte 25 tot 30 mm, de oorlengte 17 tot 22 mm en het gewicht 80 tot 210 gram. Vrouwtjes hebben 0+2=4 mammae.
De soort is 's nachts actief. Hij eet zaden van bomen en grassen. Er worden het hele jaar lang jongen geboren.

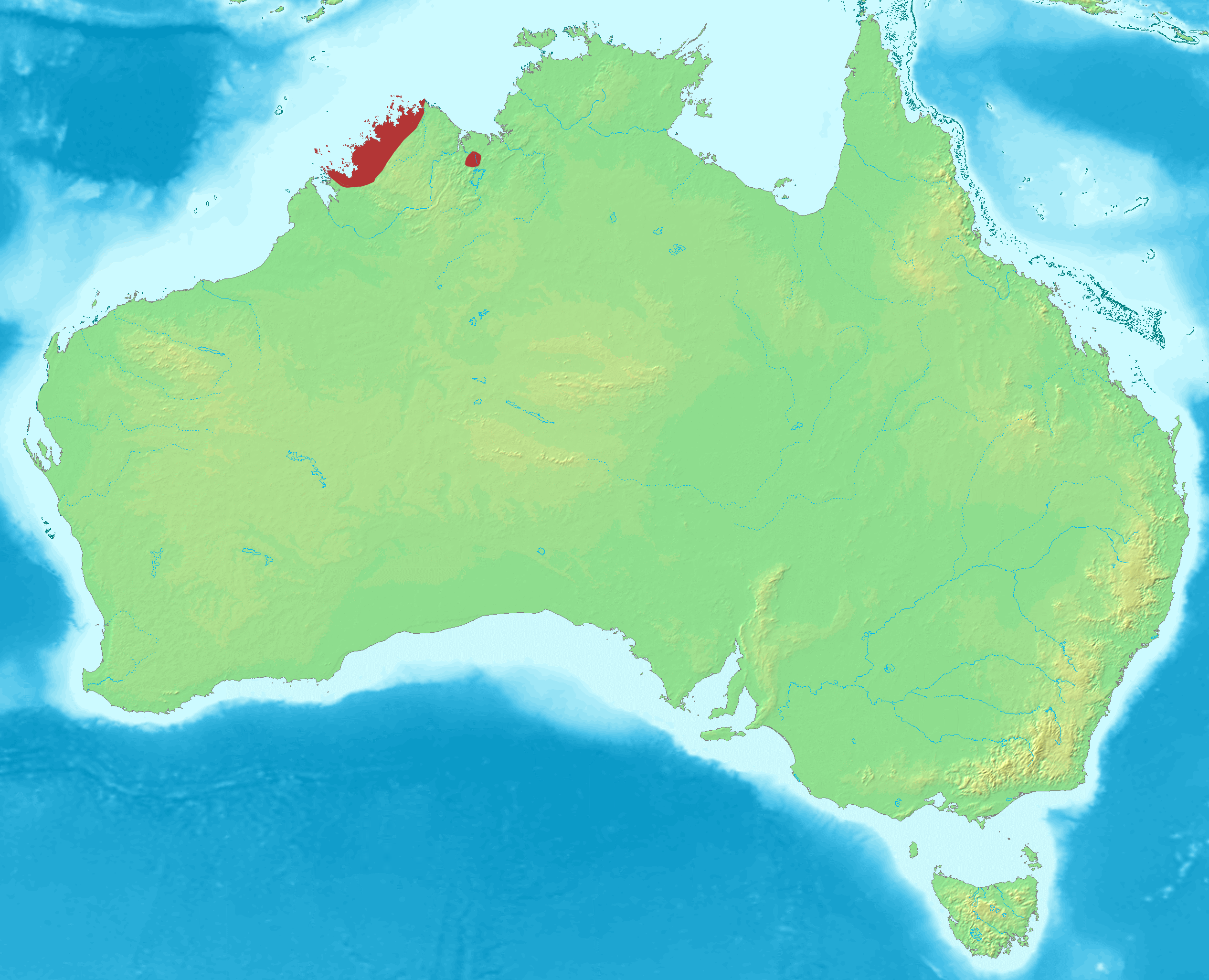
Verspreidingsgebied

Australische rotsrat (Zyzomys pedunculatus) · Carpentarische rotsrat (Zyzomys palatilis) · Zyzomys argurus · Zyzomys maini · Zyzomys rackhami† · Zyzomys woodwardi